# Sebastian Hülk
Pour les articles homonymes, voir Hulk et Hulk (homonymie).
Sebastian Hülk, né le 10 janvier 1975 à Bottrop (Allemagne), est un acteur allemand.

## Biographie
Sebastian Hülk est né le 10 janvier 1975 à Bottrop (Allemagne).
Sebastian Hülk reçoit une formation de violon classique de 1980 à 1994.
De 2000 à 2004, il étudie le théâtre à la Konrad Wolf Film and Television Academy de Potsdam-Babelsberg. Pendant sa formation, il joue au Berlin Vagante Bühne et sur la scène du studio du Théâtre Maxime Gorki.

## Filmographie

### Cinéma

#### Longs métrages
- 2005 : Vilniaus getas d'Audrius Juzenas : Kittel
- 2009 : Le Ruban blanc (Das weiße Band – Eine deutsche Kindergeschichte) de Michael Haneke : Max
- 2009 : Inglourious Basterds de Quentin Tarantino : Un nazi
- 2009 : La Papesse Jeanne (Die Päpstin) de Sönke Wortmann : Envoy
- 2010 : Boxhagener Platz (de) de Matti Geschonneck : Lieutenant Kringe
- 2011 : Hanna de Joe Wright : Titch
- 2011 : Le Souvenir de toi (Die verlorene Zeit) d'Anna Justice : SS Mann Am Tor
- 2011 : Cheval de guerre (War Horse) de Steven Spielberg : L'officier allemand dans la ferme
- 2011 : Exodos de Matthias Merkle : Wolfgang
- 2012 : On voulait prendre la mer (Wir wollten aufs Meer) de Toke Constantin Hebbeln : Burkhart
- 2013 : Hansel et Gretel : Witch Hunters (Hansel & Gretel : Witch Hunters) de Tommy Wirkola : Le député
- 2013 : La Voleuse de livres (The Book Thief) de Brian Percival : Un agent de la gestapo
- 2013 : Oktober November (en) de Götz Spielmann : Jan
- 2014 : Gefällt mir de Michael David Pate : Un skinhead
- 2015 : Hitman : Agent 47 d'Aleksander Bach : Garard
- 2016 : Lendemain de fête (Auf einmal) d'Aslı Özge : Karsten
- 2018 : Transit de Christian Petzold : Paul
- 2018 : Red Sparrow de Francis Lawrence : Sergei Matorin
- 2018 : Le Vent de la liberté (Ballon) de Michael Herbig : Sergent-maître Lesch
- 2019 : Little Joe de Jessica Hausner : Ivan
- 2019 : Retour à Budapest (Was gewesen wäre) de Florian Koerner von Gustorf : Julius
- 2021 : Freaks Out de Gabriele Mainetti : Amon
- 2022 : À l'Ouest, rien de nouveau (All Quiet on the Western Front) d'Edward Berger : Major Von Brixdorf
- 2023 : Brujería de Christopher Murray

#### Court métrage
- 2009 : Lacoma de Marta Malowanczyk : Harry Stern

### Télévision

#### Séries télévisées
- 2003 : Ma vie à moi (Mein Leben & Ich) : Hotte
- 2003 : Berlin, Berlin : Un homme
- 2004 / 2010 : Division criminelle (SOKO Köln) : Stefan Jansen / Toni Marek
- 2005 : En quête de preuves (Im Namen des Gesetzes) : Patrick Hartung
- 2011 / 2015 / 2018 : Berlin section criminelle (Der Kriminalist) : Leander Kantowski / Mike Wreske / Tom Burmeister
- 2011 / 2019 : Une équipe de choc (Ein starkes Team) : Henning Gehrcke / Markus Kramm
- 2012 : Klinik am Alex (de) : Andreas
- 2014 : Crossing Lines : Peter Forst
- 2014 : Brigade du crime (SOKO Leipzig) : Thomas Witke
- 2014 : Josephine Klick – Allein unter Cops (de) : Frank
- 2014 : Die Pilgerin (de) : Rigobert Gürtler
- 2015 : Homeland : Hans Podolski
- 2015 : Le Quatrième Homme (Den fjärde mannen) : Lutz Taufer
- 2015 : Schuld : Andreas Markesch
- 2015 : Notruf Hafenkante (de) : Niklas Reitmüller
- 2015 : Küstenwache (de) : Peter Momsen
- 2016 : Alerte Cobra (Alarm für Cobra 11 - Die Autobahnpolizei) : Magnus Bischoff
- 2016 : Polizeiruf 110 : Dr Biesinger
- 2016 : Der Staatsanwalt (de) : Michael Freitag
- 2016 / 2018 / 2023 : Tatort : Frank Voigt / Otto Ziemer / Arne Koch
- 2017 : Counterpart : Mikael
- 2017 : Harter Brocken : Ernst-Werner Prüssmann
- 2017 : Über die Grenze : Danne Marquardt
- 2017 - 2020 : Dark : Egon Tiedemann (1953)
- 2018 : Un hold-up sans précédent (Gladbeck) : Schürmann
- 2018 : Marie Brand (de) : Jürgen Wegert
- 2018 : Letzte Spur Berlin (de) : Olaf Lüttge
- 2018 : Unschuldig : Arne Förster
- 2019 : Stralsund : Mike Voss
- 2019 : Dengler : Klaus Melzer
- 2020 : Das Boot : Jürgen Salz
- 2021 : Furia : Thomas
- 2021 : Legal Affairs (de) : Thilo Hinrichs
- 2021 - 2023 : Der Masuren-Krimi : Leon Pawlak
- 2022 : Woman of the Dead (Totenfrau) : Dr Benjamin Ludwig
- 2023 : A Thin Line : Simon Geiger
- 2023 : Sam : Un Saxon (Sam - A Saxon) : Werner

#### Téléfilms
- 2016 : Operation Zucker : Jagdgesellschaft de Sherry Hormann : Kai Voss
- 2016 : Begierde - Jäger in der Nacht de Brigitte Bertele : Andi Bruckner
- 2016 : Lotte Jäger und das tote Mädchen (de) de Sherry Hormann : Kurt Schaake
- 2016 : Tödliche Geheimnisse (de) de Sherry Hormann : Behringer
- 2017 : Tödliche Geheimnisse - Jagd in Kapstadt de Sherry Hormann : Behringer
- 2018 : Lotte Jäger und das Dorf der Verdammten de Francis Meletzky : Kurt Schaake
- 2018 : Wo kein Schatten fällt d'Esther Bialas : Gunnar
- 2019 : Dennstein & Schwarz - pro bono, was sonst ! de Michael Rowitz : Willi Schultz
- 2019 : Commerce mortel (Kranke Geschäfte) d'Urs Egger : Clemens Markow